# Weinmannia jahnii
Weinmannia jahnii är en tvåhjärtbladig växtart som beskrevs av José Cuatrecasas. Weinmannia jahnii ingår i släktet Weinmannia och familjen Cunoniaceae. Inga underarter finns listade i Catalogue of Life.